# Saint-Rémy-la-Vanne
Saint-Rémy-la-Vanne è un comune francese di 993 abitanti situato nel dipartimento di Senna e Marna nella regione dell'Île-de-France.

## Società

### Evoluzione demografica
Abitanti censiti